# Малый Элобей
Малый Элобей (исп. Elobey Chico) — небольшой остров в Гвинейском заливе) Атлантического океана. Принадлежит Экваториальной Гвинее. Расположен около устья реки Митемеле, недалеко от границы с Габоном, примерно в 100 км к югу от города Бата. Сейчас остров необитаем, однако одно время был колониальной столицей Рио-Муни. Неподалёку от него располагается остров Большой Элобей.